# Pegomya macra
Pegomya macra är en tvåvingeart som först beskrevs av Johann Wilhelm Meigen 1838.  Pegomya macra ingår i släktet Pegomya och familjen blomsterflugor.
Artens utbredningsområde är Belgien. Inga underarter finns listade i Catalogue of Life.